# Nidżoni
Nidżoni – miasto i dżamoat w północno-zachodnim Tadżykistanie. Jest położony w dystrykcie Istarawszan w wilajecie sogdyjskim. Dżamoat zamieszkuje 7747 osób.